# Portada/efemèride febrer 19
Luigi Dallapiccola
« 18 de febrer · 19 de febrer · 20 de febrer »